# Francis Bomansaan
Francis Bomansaan MAfr (ur. 19 stycznia 1962 w Kaleo) – ghański duchowny katolicki, biskup Wa od 2024.

## Życiorys

### Prezbiterat
Święcenia kapłańskie przyjął 27 lipca 1991 w Zgromadzeniu Misjonarzy Afryki. Po kilkuletnim stażu wikariuszowskim w Tanzanii został skierowany do Lublina, gdzie pełnił funkcję wychowawcy i animatora powołań. W 1999 został radnym ghańsko-nigeryjskiej prowincji zakonnej, a w latach 2005–2011 był jej przełożonym. W 2012 został mistrzem międzynarodowego nowicjatu, zaś w 2022 został wybrany zastępcą przełożonego generalnego zgromadzenia.

### Episkopat
22 maja 2024 papież Franciszek mianował go biskupem ordynariuszem Wa. Sakry udzielił mu 2 sierpnia 2024 arcybiskup Philip Naameh. 